# الجامعة الأمريكية بأفغانستان
الجامعة الأمريكية في أفغانستان ( AUAF ) ؛ (بالفارسية: پوهنتون آمریکایی افغانستان)   ؛ (بالبشتوية: د أفغانستان امریکايي پوهنتون)   هي أول مؤسسة خاصة للتعليم العالي غير هادفة للربح في  أفغانستان. تقع الجامعة في كابول بالقرب من قصر دار الأمان والبرلمان الأفغاني .
تقدم الجامعة ، التي بدأت في عام 2004 ، برنامج ماجستير إدارة الأعمال ، وأربعة برامج للحصول على الدرجة الجامعية ، وإعداد ما قبل مرحلة الكلية (المرحلة الأكاديمية) والتعليم المستمر والتدريب على التطوير المهني من خلال (معهد التطوير المهني).
فتحت أبوابها للدراسة في عام 2006 بتسجيل مبدئي لـ 50 طالبًا ، واليوم يسجل أكثر من 1700 طالب بدوام كامل وبدوام جزئي. وقد أنتجت 29 من علماء فولبرايت وتحافظ على شراكات مع أرقى الجامعات في العالم ، بما في ذلك جامعة ستانفورد ، ومعهد جامعة شيكاغو بيرسون ، وجامعة ماريلاند ، وجامعة جورج تاون ، وشبكة جامعة كاليفورنيا .

## وصلات خارجية
- الجامعة الأمريكية في أفغانستان - الموقع الرسمي
- نظرة عامة على سكن النساء في الجامعة الأمريكية في أفغانستان